# متنزه كانايما الوطني

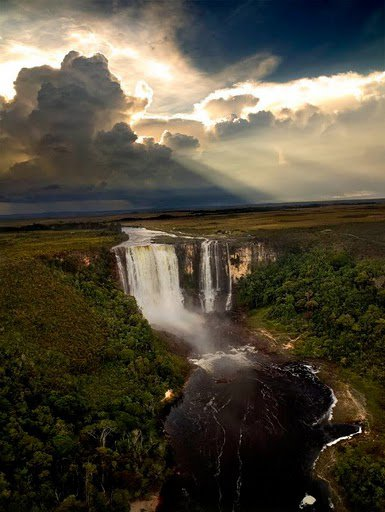
كانايما، فنزويلا

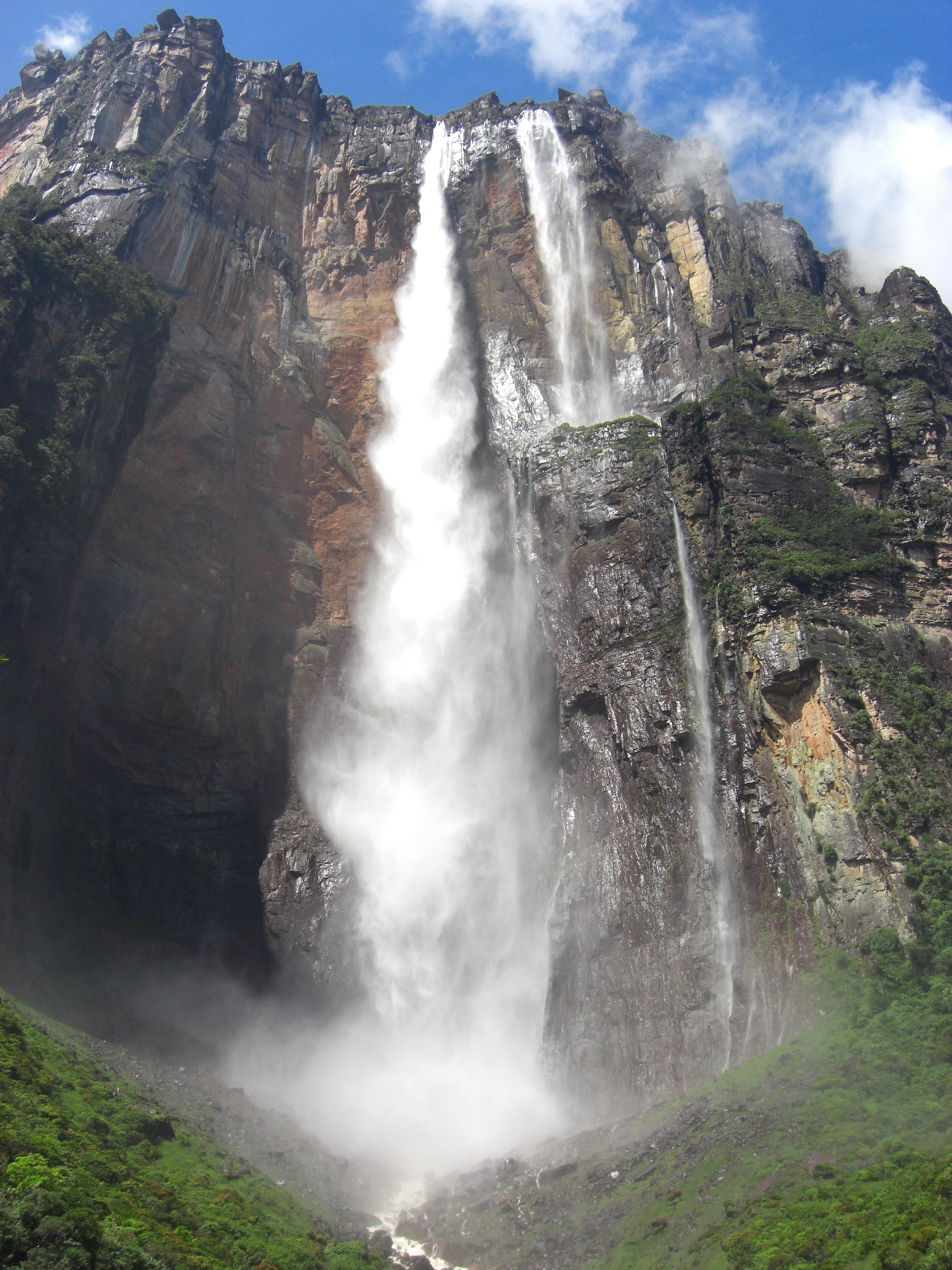
شلالات آنجل هي أعلى شلالات في العالم.

متنزه كانايما الوطني (بالإسبانية: Parque Nacional Canaima)‏ هو حديقة وطنية بمساحة 30,000 كيلومتر مربع (12,000 ميل2) في جنوب شرق فنزويلا. يقع في ولاية بوليفار ويصل إلى الحدود مع البرازيل وغيانا.

## التاريخ
تأسس متنزه كانايما الوطني في 12 يونيو 1962.
في عام 1990، أوصت الدول المشاركة في معاهدة التعاون الأمازونية بتوسيع متنزه كانايما الوطني جنوبًا، لربطه بمتنزه رورايما الوطني في البرازيل، مع إدارة منسقة للسياحة والأبحاث والحماية. في عام 1994، تم إدراج متنزه كانايما الوطني كموقع للتراث العالمي من قبل اليونسكو، كمحمية طبيعية تحتوي على جبال التيبوي الخاصة والفريدة في جميع أنحاء العالم.

## الموقع
متنزه كانايما الوطني هو ثاني أكبر حديقة وطنية في فنزويلا بعد متنزه باريما تابيرابيكو الوطني (Parque Nacional Parima Tapirapecó)، وسادس أكبر حديقة وطنية في العالم. مساحة متنزه كانايما الوطني قريبة من مساحة دولة بلجيكا أو ولاية ماريلاند.
تحمي الحديقة جزء من المنطقة البيئية لـ غابات غيانا المرتفعة الرطبة. يشغل حوالي 65٪ من المتنزه هضاب صخرية تسمى التيبوي، وهي نوع من الجبال على شكل طاولة، تشكلت منذ ملايين السنين، مع جدران عمودية وقمم مسطحة تقريبًا. تشكل هذه الجبال بيئة بيولوجية فريدة ولها أهمية جيولوجية كبيرة. تحتوي جبال التيبوي على أجراف وشلالات (بما في ذلك شلالات أنجل، أعلى شلالات العالم بارتفاع 1,002 متر (3,287 قدم))، والتي تقدّم مناظر طبيعية خلابة. أشهر جبال التيبوي في الحديقة هو جبل رورايما، الأطول والأسهل للتسلق، وجبل أيويان تبيوي، موقع شلالات آنجل. التيبوي هو صخر رملي، ويعود تاريخه إلى الوقت الذي كانت فيه أمريكا الجنوبية وأفريقيا جزءًا من قارة عظمى.
الحديقة هي موطن لهنود البيمون الأصليين. لدى شعب البيمون علاقة حميمة مع التيبوي، ويعتقدون أنها موطن أرواح «الماواري». الحديقة بعيدة نسبياً، مع عدد قليل من الطرق التي تربط المدن. تتم معظم وسائل النقل داخل الحديقة بطائرة خفيفة من مهابط الطائرات التي بنتها بعثات كابوشين المختلفة، أو سيرًا على الأقدام والزوارق. طور البيمون بعض المخيمات الأساسية والفاخرة، والتي يزورها السياح من جميع أنحاء العالم.

## المجموعة الحيوانية (فاونا)
يوجد في متنزه كانايما الوطني حيوانات متنوعة، تتوزع في جميع أنحاء الحديقة وفقًا لعدة عوامل بيئية مثل الارتفاع ونوع الغطاء النباتي. من بين الأنواع الموجودة:
- مدرع كبير (Priodontes maximus)
- قضاعة عملاقة (Pteronura brasiliensis)
- آكل النمل الكبير (Myrmecophaga tridactyla)
- أسد الجبال (Puma concolor)
- النمر الأمريكي (Panthera onca)
- كسلان لينيوس (Choloepus didactylus)
- ساكي أبيض الوجه (Pithecia pithecia)
- ساكي ملتحي بني الظهر (Chiropotes israelita)
- فأر رورايما (Podoxymys roraimae)
- أبوسوم تيليريا الفأر (Marmosa tyleriana)
- النسر الخطاف (Harpia harpyja)
- ببغاء ذو الأكتاف الحمراء (Diopsittaca nobilis)
- ببغاء بينوس معتم (Pionus fuscus)
- الضفدع السام ذو الربطة الصفراء (Dendrobates leucomelas)
- إغوانة خضراء (Iguana iguana)
- الطائر الطنان (Trochilinae)
- الطوقانية (Ramphastidae)
- أفعى الشجيرات الأمريكية الجنوبية (Lachesis muta)

## الحياة النباتية (فلورا)
هناك أكثر من 300 صنف نباتي مستوطن في لا جران سابانا.
- الأجناس المستوطنة: أكنوبوجون (Achnopogon)، شيمانتايا (Chimantaea)، كويلشيا (Quelchia)، تيبويا (Tepuia)، مالوفايتون (Mallophyton)، أدينانثي (Adenanthe).
- أجناس النباتات آكلة الحشرات: بروميليا، ندية، هيليامفورا، حامول الماء.

## المسح البحري (الهيدروغرافيا)
تضم الحديقة مستجمع المياه الكامل للضفة اليمنى لنهر كاروني واثنين من أعلى الشلالات في العالم، وهما شلالات أنجل وكوكينان، بالإضافة إلى الكثير من الشلالات على ارتفاعات أقل انخفاضاً.

## التضاريس
تضاريس الحديقة بشكل رئيسي هي التيبوي، وهي هضاب لها ميزات فريدة، من بينها قممها العمودية والمستوية تقريبًا، على الرغم من وجود عدد من التيبوي التي لا تلبي هذه القواعد. جيولوجيًا، هي بقايا غطاء رسوبي متكون من صخر رملي قديم جدًا، والذي تشكل على قاعدة من الصخور النارية (الجرانيت بشكل أساسي)، والقاعدة نفسها تعتبر أقدم من التيبوي حيث أنها تشكلت قبل ما يقرب من 3 مليارات سنة. يوجد على قمم التيبوي عدد كبير جدًا من الأجناس المستوطنة، سواء النباتية أو الحيوانية. يتم تصنيف بعض الأنواع النباتية المستوطنة على أنها «آكلة اللحوم»، والتي تتغذى بشكل رئيسي على الحشرات الشحيحة جدًا في الجبال. هذه التكوينات الجيولوجية، يتراوح عمرها بين 1.5 و ملياري سنة، مما يجعلها واحدة من أقدم التكوينات في العالم. أشهر أنواع التيبوي في الحديقة هي: أيويان تبيوي (موقع شلالات آنجل)، ورورايما، وكوكينان، وشيمانتا، وغيرها الكثير.

## معرض صور

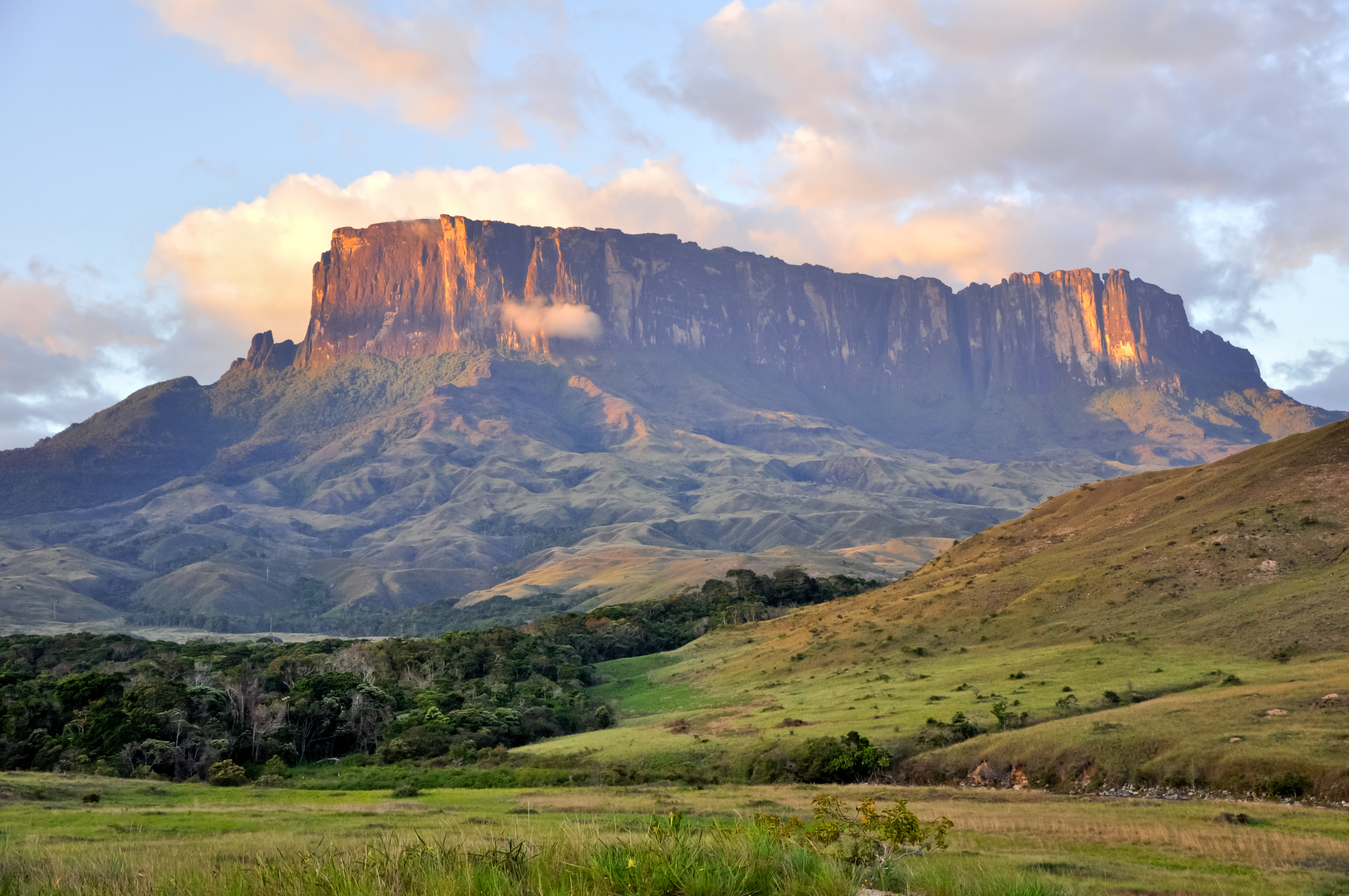
الغروب في كوكينان
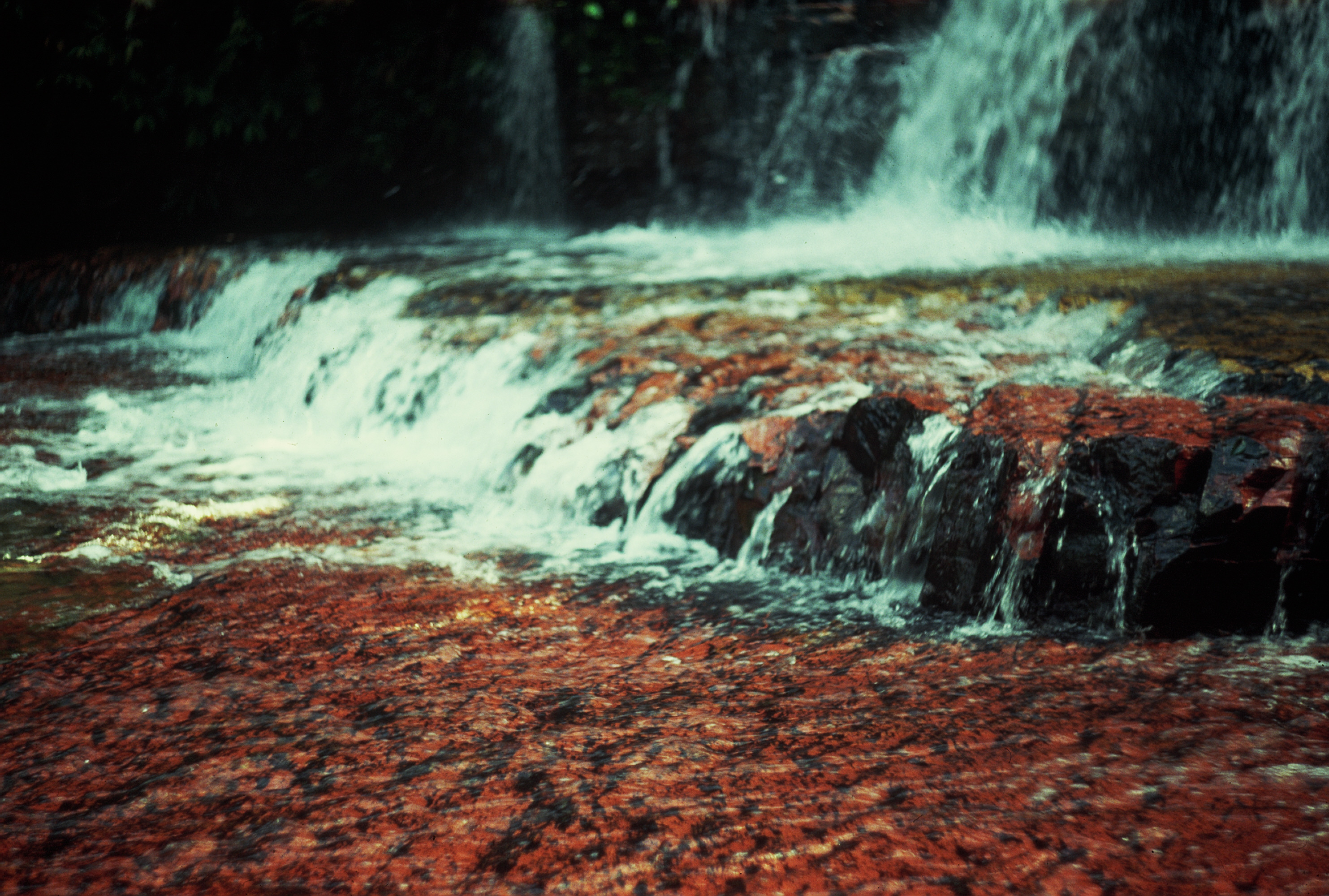
جاسبر كريك
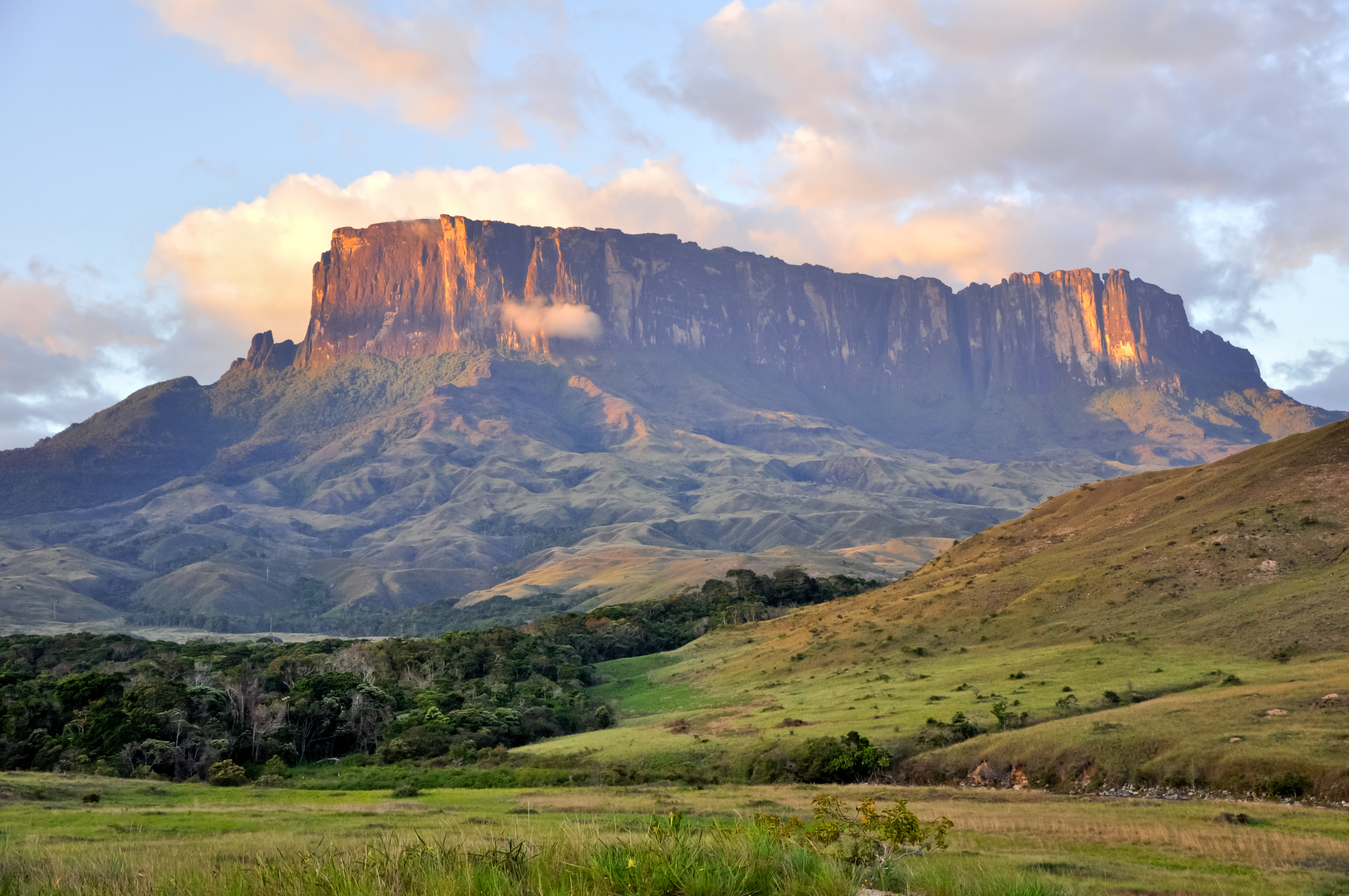
جبل رورايما
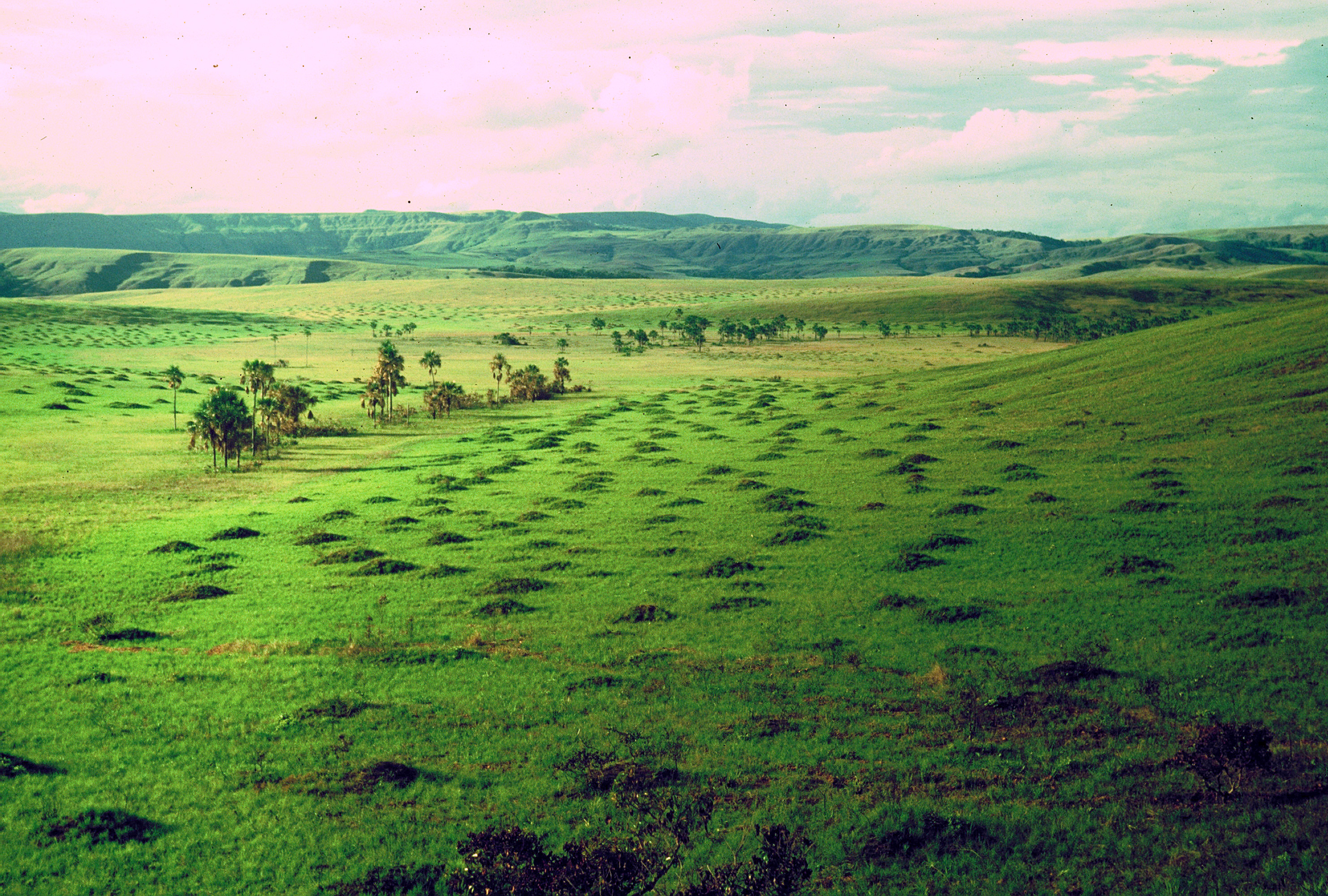
لا جران سابانا
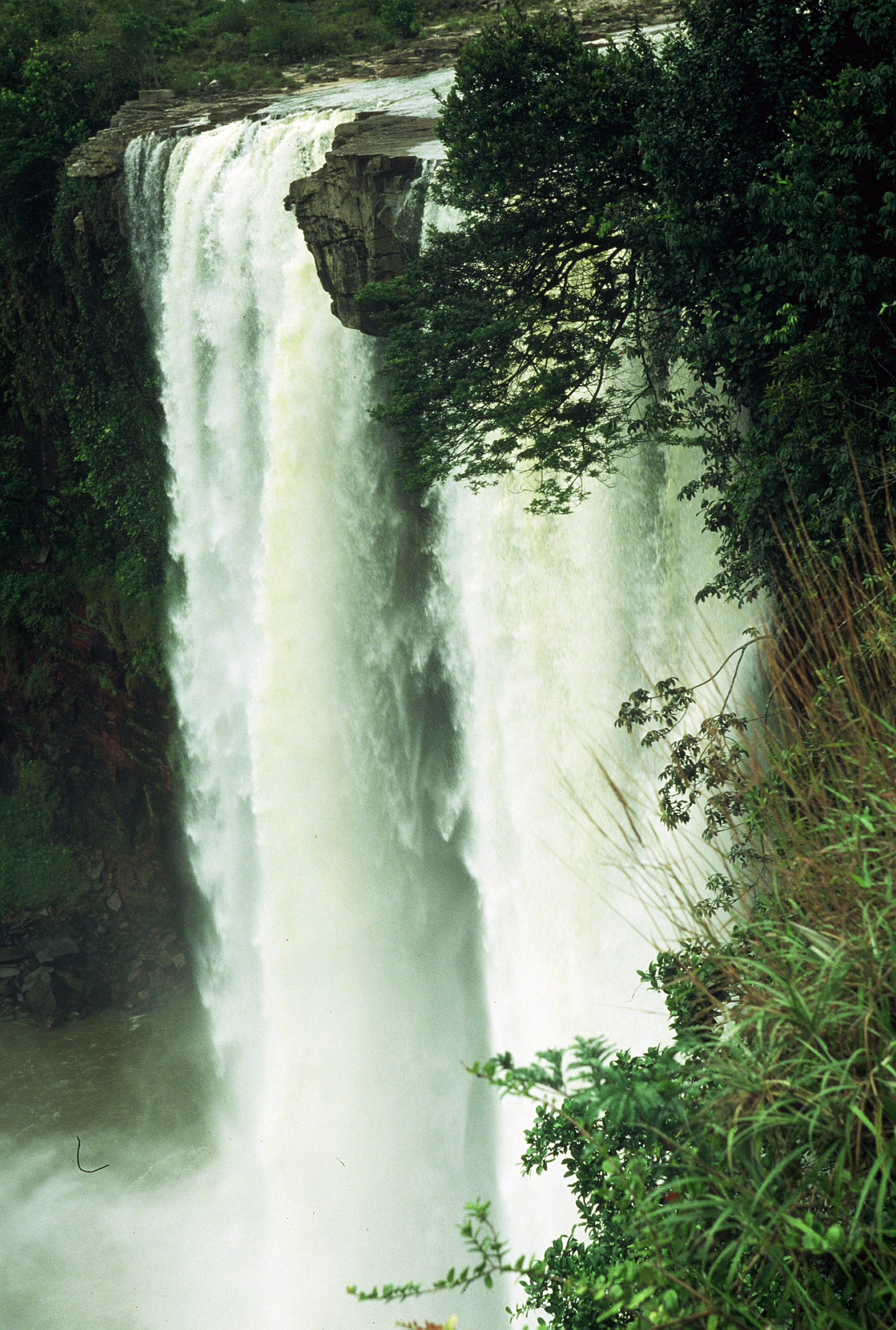
شلالات كاما
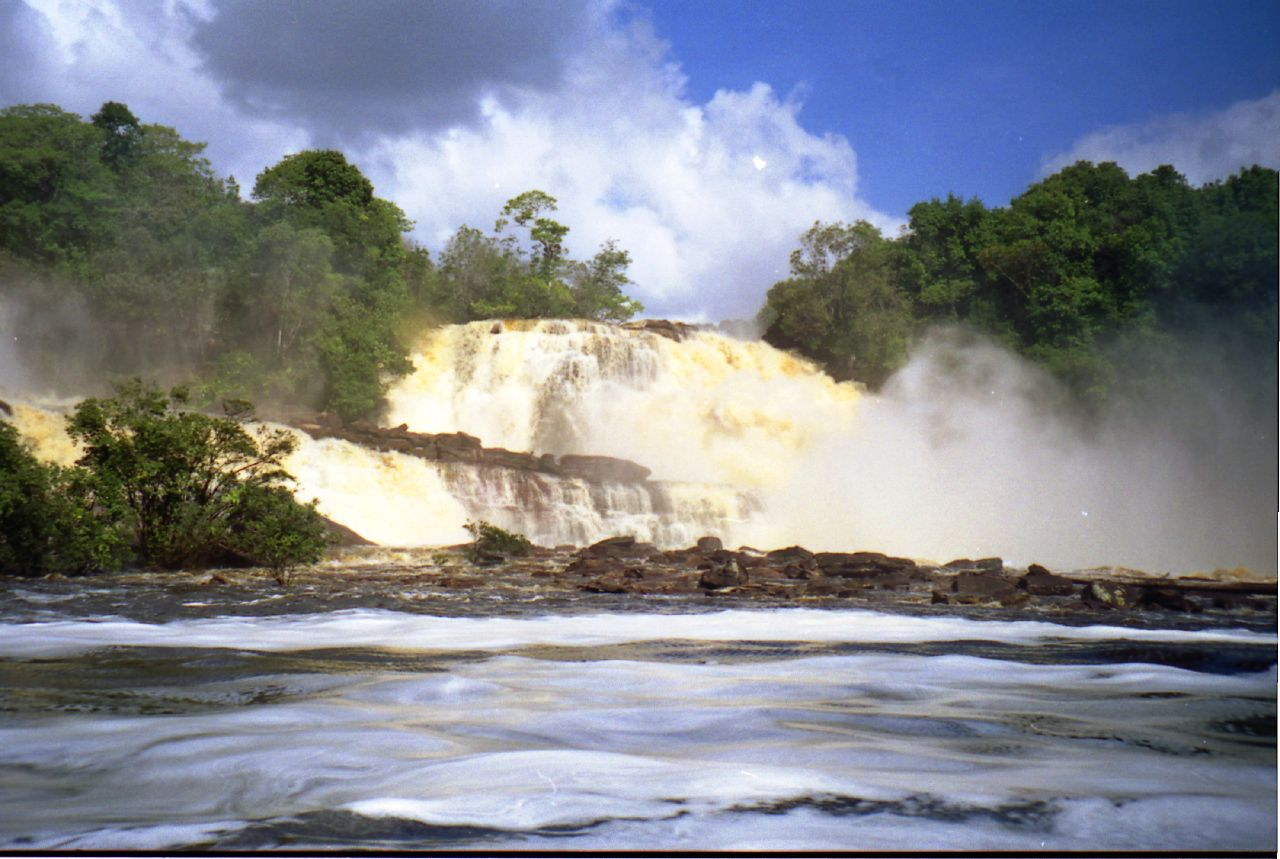
شلالات كانايما
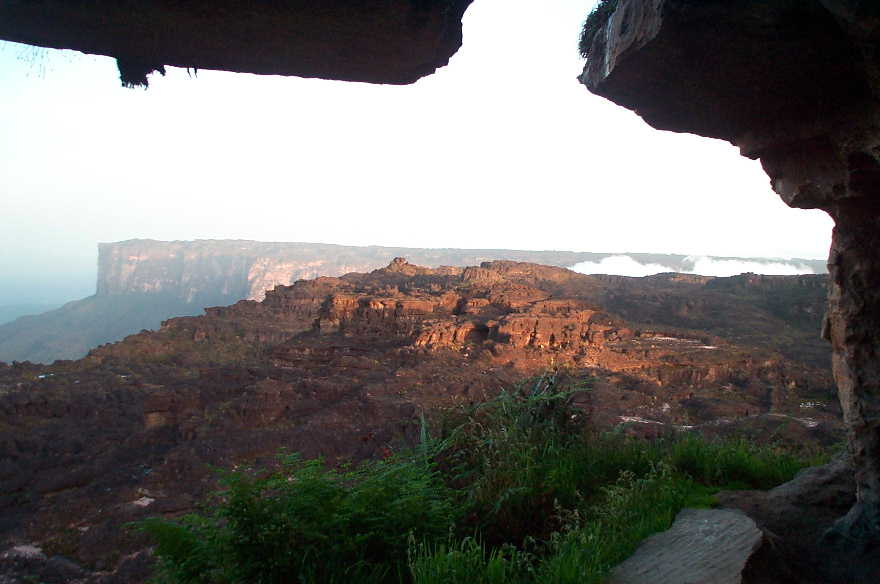
كوكينان تيبوي
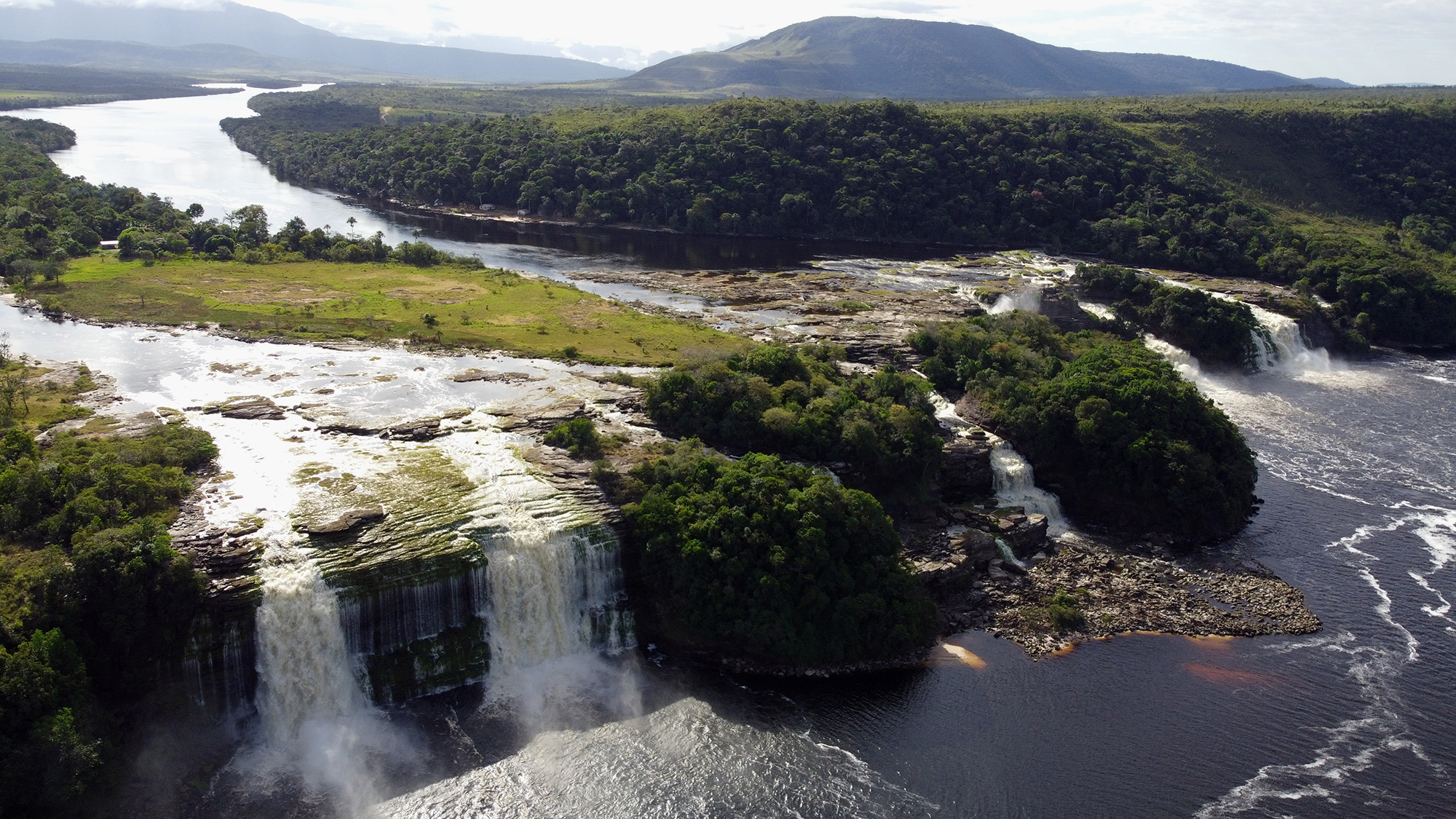
شلالات الحشا والعكيمة. نهر كارو وبحيرة كانيما
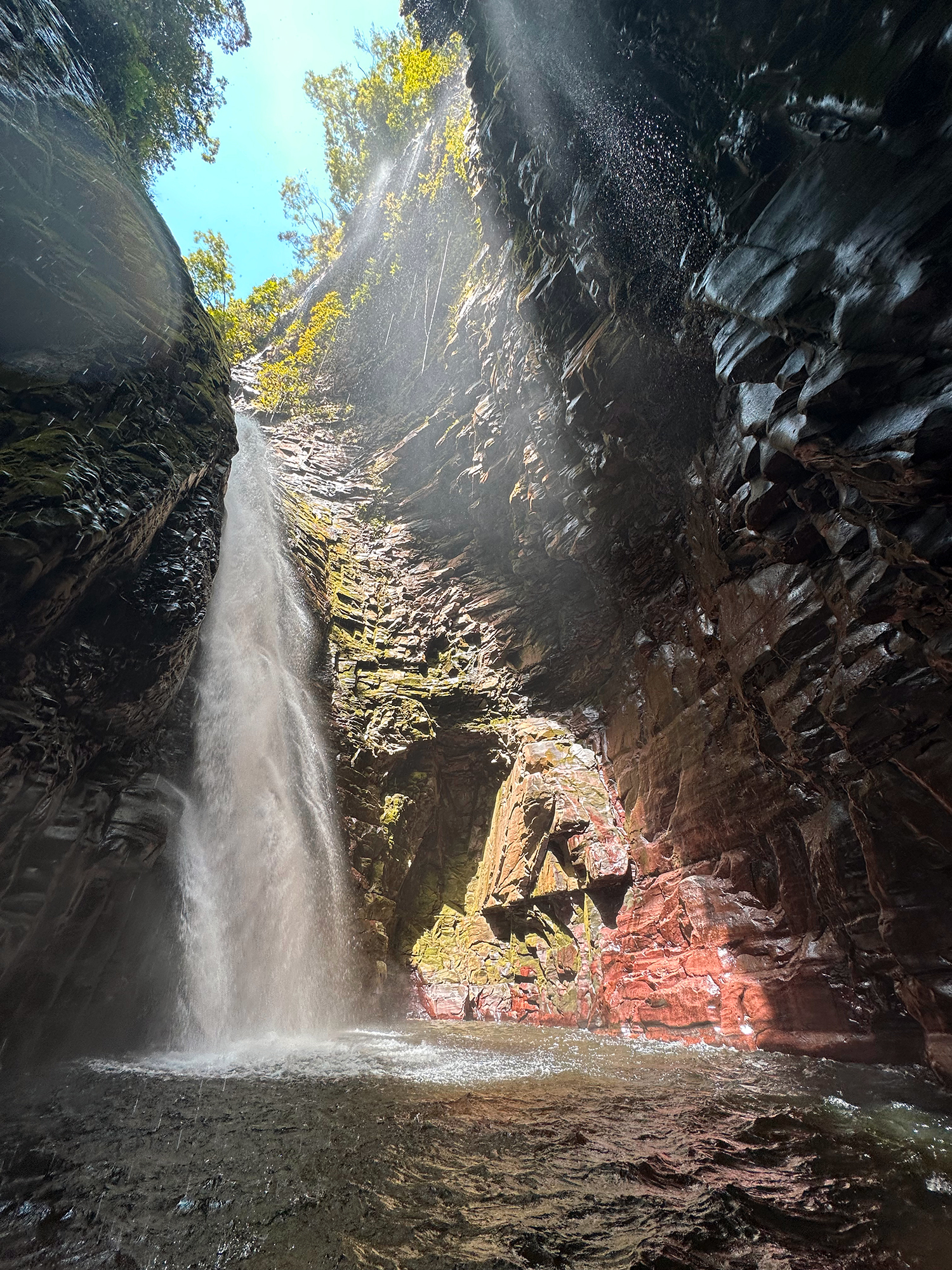
كهوف كافاك
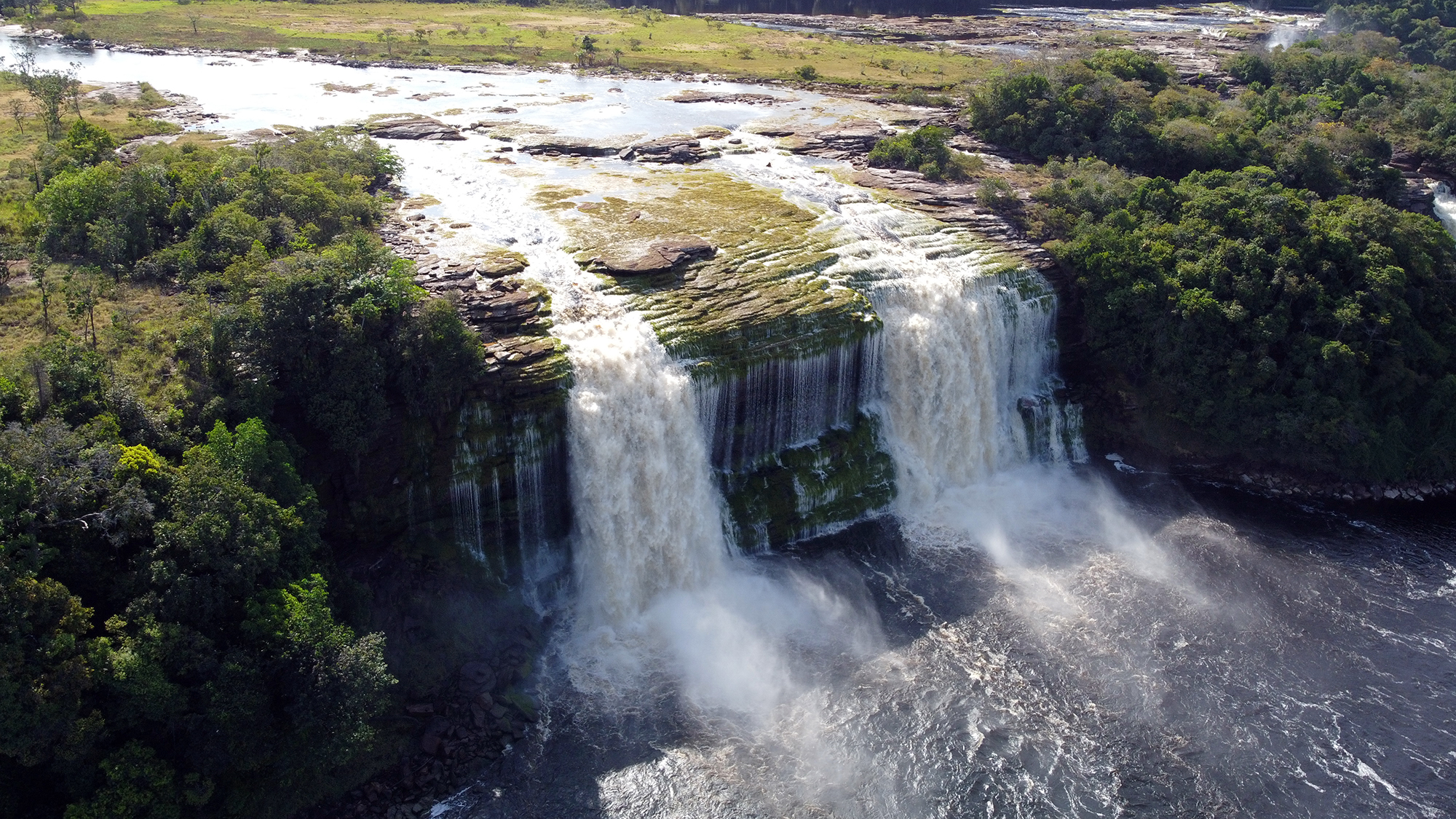
شلالات الحشا
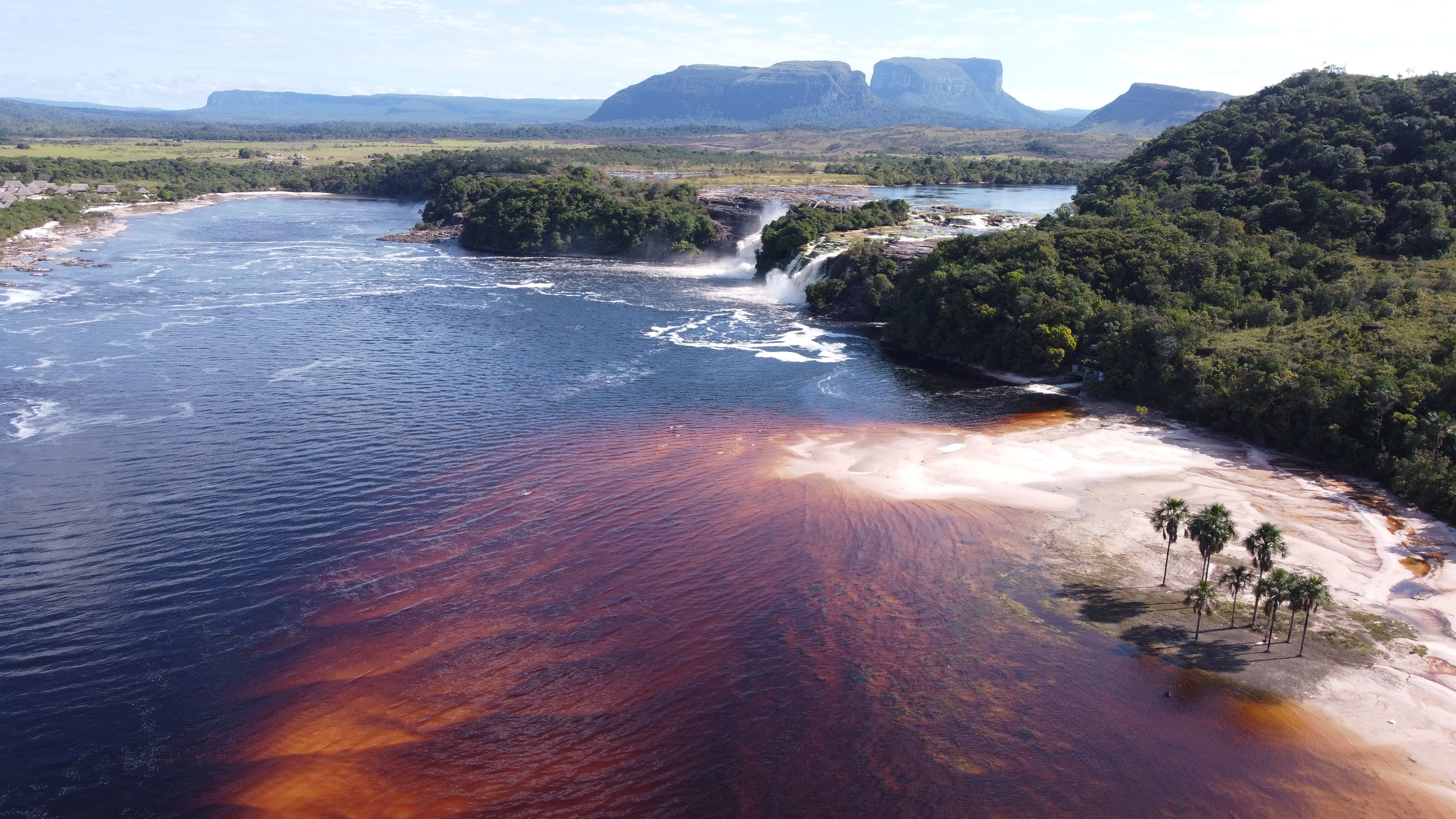
بحيرة Canaima وشلالات Ucaima

## روابط خارجية
- معلومات رسمية عن متنزه كانايما الوطني (لغة إنجليزية)
- الإدراج على موقع اليونسكو